# Liste der denkmalgeschützten Objekte in Kadaň
Grundlage dieser Liste der denkmalgeschützten Objekte in Kadaň (Okres Chomutov) ist die ÚSKP-Liste (Ústřední seznam kulturních památek České republiky, deutsch Zentrale Liste der Kulturdenkmäler der Tschechischen Republik), die von der tschechischen Denkmalschutzbehörde NPÚ (Národní památkový ústav, deutsch Nationale Denkmalbehörde) seit 1987 geführt wird und an die seit dem Jahr 1850 geschaffenen Listen anschließt.

## Denkmalgeschützte Objekte nach Ortsteilen

### Kadaň(Kaaden)
| Lage                                                                    | Objekt                                                                                    | Beschreibung | ÚSKP-Nr.                  | Bild                                                                  |
| ----------------------------------------------------------------------- | ----------------------------------------------------------------------------------------- | --- | ------------------------- | --------------------------------------------------------------------- |
| Kadaň (Standort)                                                        | Stadtbefestigung                                                                          | Stadtbefestigung, einschl. Bastion I, II, III, IV, V, VI, VII, VIII, X, XI, XII, XIII, XIV, Graben, Burggraben und Mauern, Niklasdorfer Tor und Barbakan (Saazer Tor). | 45005/5-1697 Info Katalog | weitere Bilder                                                        |
| Kadaň (Standort)                                                        | Stadtbefestigung Mikulovická brána                                                        | Stadtbefestigung mit Heiligenturm (auch Niklasdorfer Tor) | 45005/5-1697 Info Katalog | weitere Bilder                                                        |
| Kadaň, Katova ulička, Mírové náměstí, zwischen Nr. 76 und 77 (Standort) | Stadtbefestigung, Katova ulička                                                           | Stadtbefestigung mit Wiekhaus an der Katova-Gasse (Henkergasse) | 68493/5-1674 Info Katalog | weitere Bilder                                                        |
| Kadaň, Mírové náměstí (Standort)                                        | Dreifaltigkeitssäule                                                                      | Dreifaltigkeitssäule auf dem Ringplatz von Karl Waitzmann | 35002/5-1699 Info Katalog | weitere Bilder                                                        |
| Kadaň, Mírové náměstí (Standort)                                        | Brunnen, genannt Šlikovský rybník                                                         | Brunnen auf dem Ringplatz, genannt Šlikovský rybník (Schlick-Teich) | 45819/5-1700 Info Katalog | weitere Bilder                                                        |
| Kadaň, Mírové náměstí 1 (Standort)                                      | Rathaus                                                                                   | Rathaus am Ringplatz | 24334/5-1687 Info Katalog | weitere Bilder                                                        |
| Kadaň, Mírové náměstí (Standort)                                        | Heiligkreuzkirche                                                                         | Dekanalkirche zur Erhebung des Heiligen Kreuzes | 26677/5-1698 Info Katalog | weitere Bilder                                                        |
| Kadaň, Jana Švermy 3 (Standort)                                         | Haus Nr. 3                                                                                | Stadthaus | 11130/5-5732 Info Katalog | Haus Nr. 3                                                            |
| Kadaň, Jana Švermy 4 (Standort)                                         | Haus Nr. 4                                                                                | Stadthaus | 11126/5-5731 Info Katalog | Haus Nr. 4                                                            |
| Kadaň, Jana Švermy 6 (Standort)                                         | Haus Nr. 6                                                                                | Stadthaus, erbaut von Johann Christoph Kosch | 39790/5-1688 Info Katalog | Haus Nr. 6                                                            |
| Kadaň, Jana Švermy 7 (Standort)                                         | Haus Nr. 7                                                                                | Egermann-Haus, erbaut von Johann Christoph Kosch | 26678/5-1689 Info Katalog | Haus Nr. 7                                                            |
| Kadaň, Jana Švermy 9 (Standort)                                         | Haus Nr. 9                                                                                | Stadthaus | 11129/5-5730 Info Katalog | Haus Nr. 9                                                            |
| Kadaň, Jana Švermy 10 (Standort)                                        | Haus Nr. 10                                                                               | Stadthaus | 33453/5-5083 Info Katalog | Haus Nr. 10                                                           |
| Kadaň, Jana Švermy 11 (Standort)                                        | Haus Nr. 11                                                                               | Stadthaus | 26423/5-5084 Info Katalog | Haus Nr. 11                                                           |
| Kadaň, Jana Švermy 13 (Standort)                                        | Haus Nr. 13                                                                               | Stadthaus | 11125/5-5729 Info Katalog | Haus Nr. 13                                                           |
| Kadaň, Jana Švermy 14 (Standort)                                        | Haus Nr. 14                                                                               | Mietshaus | 11075/5-5714 Info Katalog | Haus Nr. 14                                                           |
| Kadaň, Jana Švermy 15 (Standort)                                        | Haus Nr. 15                                                                               | Stadthaus | 11128/5-5728 Info Katalog | Haus Nr. 15                                                           |
| Kadaň, Jana Švermy 16 (Standort)                                        | Haus Nr. 16                                                                               | Stadthaus | 11204/5-5741 Info Katalog | Haus Nr. 16                                                           |
| Kadaň, Jana Švermy 18 (Standort)                                        | Haus Nr. 18                                                                               | Stadthaus | 37815/5-1714 Info Katalog | Haus Nr. 18                                                           |
| Kadaň, Československé armády 28 (Standort)                              | Haus Nr. 28                                                                               | Stadthaus | 34536/5-5085 Info Katalog | Haus Nr. 28                                                           |
| Kadaň, Československé armády 29 (Standort)                              | Haus Nr. 29                                                                               | Stadthaus | 11103/5-5719 Info Katalog | Haus Nr. 29                                                           |
| Kadaň, Československé armády 31 (Standort)                              | Haus Nr. 31                                                                               | Mietshaus | 11078/5-5716 Info Katalog | Haus Nr. 31                                                           |
| Kadaň, Československé armády 32 (Standort)                              | Haus Nr. 32                                                                               | Stadthaus | 11117/5-5724 Info Katalog | Haus Nr. 32                                                           |
| Kadaň, Československé armády 37 (Standort)                              | Haus Nr. 37                                                                               | Stadthaus | 11124/5-5733 Info Katalog | Haus Nr. 37                                                           |
| Kadaň, Československé armády 42 (Standort)                              | Haus Nr. 42                                                                               | Stadthaus | 11098/5-5717 Info Katalog | Haus Nr. 42                                                           |
| Kadaň, Československé armády 43 (Standort)                              | Haus Nr. 43                                                                               | Stadthaus | 20613/5-1719 Info Katalog | Haus Nr. 43                                                           |
| Kadaň, Mírové náměstí 45 (Standort)                                     | Haus Nr. 45                                                                               | Stadthaus | 14853/5-1712 Info Katalog | Haus Nr. 45                                                           |
| Kadaň, Mírové náměstí 47 (Standort)                                     | Haus Nr. 47                                                                               | Stadthaus | 47264/5-1711 Info Katalog | Haus Nr. 47                                                           |
| Kadaň, Mírové náměstí 48 (Standort)                                     | Haus Nr. 48                                                                               | Stadthaus | 25951/5-1710 Info Katalog | Haus Nr. 48                                                           |
| Kadaň, Mírové náměstí 49 (Standort)                                     | Haus Nr. 49                                                                               | Stadthaus | 31563/5-1709 Info Katalog | Haus Nr. 49                                                           |
| Kadaň, Mírové náměstí 50 (Standort)                                     | Haus Nr. 50                                                                               | Stadthaus | 36184/5-1708 Info Katalog | Haus Nr. 50                                                           |
| Kadaň, Kpt. Jaroše 51 (Standort)                                        | Haus Nr. 51                                                                               | Stadthaus | 34019/5-5086 Info Katalog | Haus Nr. 51                                                           |
| Kadaň, Kpt. Jaroše 52 (Standort)                                        | Haus Nr. 52                                                                               | Stadthaus | 11260/5-5748 Info Katalog | Haus Nr. 52                                                           |
| Kadaň, Kpt. Jaroše (Standort)                                           | Peregrinusstatue (Socha svatého Jana Peregrina)                                           | Statue des Hl. Peregrinus von Karl Waitzmann | 31619/5-934 Info Katalog  | Peregrinusstatue (Socha svatého Jana Peregrina)                       |
| Kadaň, Mírové náměstí 62 (Standort)                                     | Haus Nr. 62                                                                               | Stadthaus | 15556/5-1670 Info Katalog | Haus Nr. 62                                                           |
| Kadaň, Mírové náměstí 63 (Standort)                                     | Haus Nr. 63                                                                               | Stadthaus | 45615/5-1671 Info Katalog | Haus Nr. 63                                                           |
| Kadaň, Mírové náměstí 64 (Standort)                                     | Haus Nr. 64                                                                               | Stadthaus | 38329/5-1701 Info Katalog | Haus Nr. 64                                                           |
| Kadaň, Mírové náměstí 67 (Standort)                                     | Haus Nr. 67                                                                               | Stadthaus, erbaut von Johann Christoph Kosch | 35916/5-1702 Info Katalog | Haus Nr. 67                                                           |
| Kadaň, Boženy Němcové 68 (Standort)                                     | Minoritenkloster                                                                          | Minoritenkloster | 26013/5-1690 Info Katalog | weitere Bilder                                                        |
| Kadaň, Na Příkopě (Standort)                                            | Friedhofskirche St. Anna – Kostel svaté Anny                                              | Frühere lutheranische Friedhofskirche St. Anna (1592–1600) mit altem Friedhof und Park auf dem Löschnerplatz (Löschnerovo náměstí), seit 1950 orthodoxe Kirche         | 20321/5-922 Info Katalog  | weitere Bilder                                                        |
| Kadaň, Mírové náměstí 72 (Standort)                                     | Haus Nr. 72                                                                               | Stadthaus | 31041/5-1703 Info Katalog | Haus Nr. 72                                                           |
| Kadaň, Mírové náměstí 73 (Standort)                                     | Haus Nr. 73                                                                               | Stadthaus | 33208/5-1672 Info Katalog | Haus Nr. 73                                                           |
| Kadaň, Mírové náměstí 74 (Standort)                                     | Haus Nr. 74                                                                               | Stadthaus | 32528/5-1673 Info Katalog | Haus Nr. 74                                                           |
| Kadaň, Mírové náměstí 75 (Standort)                                     | Haus Nr. 75                                                                               | Stadthaus | 32952/5-5087 Info Katalog | Haus Nr. 75                                                           |
| Kadaň, Mírové náměstí 76 (Standort)                                     | Haus Nr. 76                                                                               | Stadthaus | 30281/5-5088 Info Katalog | Haus Nr. 76                                                           |
| Kadaň, Mírové náměstí 78 (Standort)                                     | Haus Nr. 78                                                                               | Stadthaus, erbaut von Johann Christoph Kosch | 31213/5-1675 Info Katalog | Haus Nr. 78                                                           |
| Kadaň, Mírové náměstí 79 (Standort)                                     | Haus Nr. 79                                                                               | Stadthaus, erbaut von Johann Christoph Kosch | 46745/5-4521 Info Katalog | Haus Nr. 79                                                           |
| Kadaň, Mírové náměstí 80 (Standort)                                     | Haus Nr. 80                                                                               | Stadthaus mit Skulpturen Vierzehn Nothelfer, hl. Ludmilla und Erzengel Michael von Karl Waitzmann                                                                      | 32668/5-1676 Info Katalog | weitere Bilder                                                        |
| Kadaň, Mírové náměstí 81 (Standort)                                     | Haus Nr. 81                                                                               | Stadthaus | 37280/5-1677 Info Katalog | Haus Nr. 81                                                           |
| Kadaň, Mírové náměstí 82 (Standort)                                     | Haus Nr. 82                                                                               | Stadthaus | 25675/5-1678 Info Katalog | Haus Nr. 82                                                           |
| Kadaň, Mírové náměstí 84 (Standort)                                     | Kaplanei mit Katharinenkapelle                                                            | Kaplanei mit Katharinenkapelle | 45476/5-1679 Info Katalog | weitere Bilder                                                        |
| Kadaň, Mírové náměstí 85 (Standort)                                     | Haus Nr. 85 – Dekanat                                                                     | Dekanat | 17660/5-1680 Info Katalog | weitere Bilder                                                        |
| Kadaň, Mírové náměstí 86 (Standort)                                     | Haus Nr. 86                                                                               | Stadthaus (Dum „U sv. Trojice“), erbaut von Johann Christoph Kosch, mit Dreifaltigkeits-Skulptur von Karl Waitzmann                                                    | 19881/5-1681 Info Katalog | Haus Nr. 86                                                           |
| Kadaň, Žatecká 90 (Standort)                                            | Haus Nr. 90                                                                               | Stadthaus | 43771/5-1693 Info Katalog | Haus Nr. 90                                                           |
| Kadaň, Žatecká 96 (Standort)                                            | Haus Nr. 96                                                                               | Stadthaus | 20352/5-1691 Info Katalog | Haus Nr. 96                                                           |
| Kadaň, Žatecká 97 (Standort)                                            | Haus Nr. 97                                                                               | Stadthaus | 46729/5-5089 Info Katalog | Haus Nr. 97                                                           |
| Kadaň, Žatecká 98 (Standort)                                            | Haus Nr. 98                                                                               | Stadthaus | 32215/5-1715 Info Katalog | Haus Nr. 98                                                           |
| Kadaň, Žatecká 99 (Standort)                                            | Haus Nr. 99                                                                               | Stadthaus | 11108/5-5720 Info Katalog | Haus Nr. 99                                                           |
| Kadaň, Žatecká 100 (Standort)                                           | Haus Nr. 100                                                                              | Stadthaus, erbaut von Johann Christoph Kosch | 24468/5-1692 Info Katalog | Haus Nr. 100                                                          |
| Kadaň, Sládkova 101 (Standort)                                          | Haus Nr. 101                                                                              | Stadthaus | 11165/5-5739 Info Katalog | Haus Nr. 101                                                          |
| Kadaň, Sládkova 102 (Standort)                                          | Haus Nr. 102                                                                              | Stadthaus | 11073/5-5715 Info Katalog | Haus Nr. 102                                                          |
| Kadaň, Sládkova 103 (Standort)                                          | Haus Nr. 103                                                                              | Stadthaus | 23679/5-1695 Info Katalog | Haus Nr. 103                                                          |
| Kadaň, Sládkova 106 (Standort)                                          | Haus Nr. 106                                                                              | Stadthaus | 41015/5-5090 Info Katalog | Haus Nr. 106                                                          |
| Kadaň, Sládkova 107 (Standort)                                          | Haus Nr. 107                                                                              | Stadthaus | 11131/5-5734 Info Katalog | Haus Nr. 107                                                          |
| Kadaň, Sládkova 109 (Standort)                                          | Haus Nr. 109                                                                              | Stadthaus | 10940/5-5680 Info Katalog | Haus Nr. 109                                                          |
| Kadaň, Sládkova 113 (Standort)                                          | Haus Nr. 113                                                                              | Stadthaus | 36267/5-1694 Info Katalog | Haus Nr. 113                                                          |
| Kadaň, Sládkova 114 (Standort)                                          | Haus Nr. 114                                                                              | Stadthaus | 11216/5-5742 Info Katalog | Haus Nr. 114                                                          |
| Kadaň, Mírové náměstí 115 (Standort)                                    | Haus Nr. 115                                                                              | Stadthaus | 21190/5-1682 Info Katalog | Haus Nr. 115                                                          |
| Kadaň, Mírové náměstí 116 (Standort)                                    | Haus Nr. 116                                                                              | Stadthaus | 36838/5-1704 Info Katalog | Haus Nr. 116                                                          |
| Kadaň, Mírové náměstí 117 (Standort)                                    | Haus Nr. 117                                                                              | Stadthaus | 44985/5-1683 Info Katalog | Haus Nr. 117                                                          |
| Kadaň, Mírové náměstí 118 (Standort)                                    | Haus Nr. 118                                                                              | Stadthaus | 22147/5-1705 Info Katalog | Haus Nr. 118                                                          |
| Kadaň, Mírové náměstí 119 (Standort)                                    | Haus Nr. 119                                                                              | Stadthaus | 26850/5-1706 Info Katalog | Haus Nr. 119                                                          |
| Kadaň, Mírové náměstí 120 (Standort)                                    | Haus Nr. 120                                                                              | Stadthaus | 34333/5-1707 Info Katalog | Haus Nr. 120                                                          |
| Kadaň, Mírové náměstí 121 (Standort)                                    | Haus Nr. 121                                                                              | Stadthaus | 40366/5-1684 Info Katalog | Haus Nr. 121                                                          |
| Kadaň, Tyršova 124 (Standort)                                           | Haus Nr. 124                                                                              | Stadthaus | 30191/5-1716 Info Katalog | Haus Nr. 124                                                          |
| Kadaň, Tyršova 125 (Standort)                                           | Haus Nr. 125                                                                              | Stadthaus | 17035/5-1717 Info Katalog | Haus Nr. 125                                                          |
| Kadaň, Tyršova 126 (Standort)                                           | Haus Nr. 126                                                                              | Stadthaus | 11245/5-5749 Info Katalog | Haus Nr. 126                                                          |
| Kadaň, Tyršova 127 (Standort)                                           | Haus Nr. 127                                                                              | Stadthaus | 11244/5-5750 Info Katalog | Haus Nr. 127                                                          |
| Kadaň, Tyršova 128 (Standort)                                           | Haus Nr. 128                                                                              | Stadthaus | 11257/5-5751 Info Katalog | Haus Nr. 128                                                          |
| Kadaň, Tyršova 129 (Standort)                                           | Haus Nr. 129                                                                              | Stadthaus | 11246/5-5752 Info Katalog | Haus Nr. 129                                                          |
| Kadaň, Tyršova 131 (Standort)                                           | Haus Nr. 131                                                                              | Stadthaus | 22126/5-5091 Info Katalog | Haus Nr. 131                                                          |
| Kadaň, Tyršova Nr. 138 (am Hinterhof) (Standort)                        | Florianssäule                                                                             | Florianssäule | 32101/5-5099 Info Katalog | BW                                                                    |
| Kadaň, Tyršova 139 (Standort)                                           | Haus Nr. 139                                                                              | Stadthaus | 45710/5-5092 Info Katalog | Haus Nr. 139                                                          |
| Kadaň, Čechova 147 (Standort)                                           | Haus Nr. 147 – Schießhaus                                                                 | Stadthaus – Schießhaus (Střelnice) | 50935/5-5890 Info Katalog | weitere Bilder                                                        |
| Kadaň, Čechova 150 (Standort)                                           | Haus Nr. 150                                                                              | Stadthaus | 11114/5-5725 Info Katalog | Haus Nr. 150                                                          |
| Kadaň, Čechova 151 (Standort)                                           | Haus Nr. 151                                                                              | Stadthaus | 19364/5-5093 Info Katalog | Haus Nr. 151                                                          |
| Kadaň, Čechova 155 (Standort)                                           | Haus Nr. 155                                                                              | Stadthaus | 11097/5-5713 Info Katalog | Haus Nr. 155                                                          |
| Kadaň, Čechova 156 (Standort)                                           | Haus Nr. 156                                                                              | Stadthaus | 11110/5-5723 Info Katalog | Haus Nr. 156                                                          |
| Kadaň, Čechova 159 (Standort)                                           | Haus Nr. 159                                                                              | Stadthaus | 44730/5-5094 Info Katalog | Haus Nr. 159                                                          |
| Kadaň, Čechova 161 (Standort)                                           | Haus Nr. 161                                                                              | Stadthaus | 18526/5-5095 Info Katalog | Haus Nr. 161                                                          |
| Kadaň, Čechova 162 (Standort)                                           | Haus Nr. 162                                                                              | Stadthaus | 34922/5-1718 Info Katalog | Haus Nr. 162                                                          |
| Kadaň, Čechova 163 (Standort)                                           | Haus Nr. 163                                                                              | Stadthaus | 13806/5-1720 Info Katalog | Haus Nr. 163                                                          |
| Kadaň, Čechova 164 (Standort)                                           | Haus Nr. 164                                                                              | Stadthaus | 11122/5-5735 Info Katalog | Haus Nr. 164                                                          |
| Kadaň, Čechova 165 (Standort)                                           | Haus Nr. 165                                                                              | Stadthaus | 11127/5-5736 Info Katalog | Haus Nr. 165                                                          |
| Kadaň, Čechova 166 (Standort)                                           | Haus Nr. 166                                                                              | Stadthaus | 46007/5-5096 Info Katalog | Haus Nr. 166                                                          |
| Kadaň, Čechova 169 (Standort)                                           | Haus Nr. 169                                                                              | Stadthaus | 36095/5-5097 Info Katalog | Haus Nr. 169                                                          |
| Kadaň, Vrchlického 171 (Standort)                                       | Haus Nr. 171                                                                              | Stadthaus | 11109/5-5721 Info Katalog | Haus Nr. 171                                                          |
| Kadaň, Vrchlického 174 (Standort)                                       | Haus Nr. 174                                                                              | Stadthaus | 11931/5-5855 Info Katalog | Haus Nr. 174                                                          |
| Kadaň, Vrchlického 175 (Standort)                                       | Haus Nr. 175                                                                              | Stadthaus | 11256/5-5753 Info Katalog | Haus Nr. 175                                                          |
| Kadaň, Vrchlického 177 (Standort)                                       | Haus Nr. 177                                                                              | Stadthaus | 32073/5-1713 Info Katalog | Haus Nr. 177                                                          |
| Kadaň, Vrchlického 178 (Standort)                                       | Haus Nr. 178                                                                              | Stadthaus | 11107/5-5722 Info Katalog | Haus Nr. 178                                                          |
| Kadaň, Mírové náměstí 184 (Standort)                                    | Haus Nr. 184                                                                              | Stadthaus, genannt Schlick-Haus | 18951/5-1685 Info Katalog | Haus Nr. 184                                                          |
| Kadaň, Mírové náměstí 185 (Standort)                                    | Haus Nr. 185                                                                              | Stadthaus mit Statuen der vier Jahreszeiten | 37371/5-1686 Info Katalog | Haus Nr. 185                                                          |
| Kadaň, Rokelská 234 (Standort)                                          | Elisabethkloster mit Kirche der Hl. Familie                                               | Elisabethkloster mit Kirche der Hl. Familie (Alžbětinský klášter s kostelem Svaté Rodiny)                                                                              | 22449/5-927 Info Katalog  | weitere Bilder                                                        |
| Kadaň, Sládkova čp. 320 (im Park vor der Bastion) (Standort)            | Sebastianstatue                                                                           | Sebastianstatue (1714) | 26558/5-932 Info Katalog  | weitere Bilder                                                        |
| Kadaň, Saazer Tor (Standort)                                            | Saazer Tor (Žatecký barbakán)                                                             | Pförtl – Saazer Tor (Žatecký barbakán) | 45005/5-1697 Info Katalog | weitere Bilder                                                        |
| Kadaň, vor dem Saazer Tor (Standort)                                    | Adalbert-Statue                                                                           | Adalbert-Statue | 38366/5-931 Info Katalog  | weitere Bilder                                                        |
| Kadaň, Žatecká (Standort)                                               | Wistritzer Brücke (Bystřický můstek)                                                      | Steinbrücke über den Bach Bystřice (Wistritzbach) | 15049/5-929 Info Katalog  | weitere Bilder                                                        |
| Kadaň, Žatecká 283 (Standort)                                           | Haus Nr. 283, Wassermühle                                                                 | Wassermühle | 31530/5-942 Info Katalog  | Haus Nr. 283, Wassermühle                                             |
| Kadaň, Žatecká 284 (Standort)                                           | Spital                                                                                    | Spital | 52301/5-943 Info Katalog  | Spital                                                                |
| Kadaň, Žatecká (Standort)                                               | Nepomukstatue                                                                             | Nepomukstatue | 29828/5-930 Info Katalog  | weitere Bilder                                                        |
| Kadaň, Říční (Standort)                                                 | Hospitalkirche des Hl. Johannes des Täufers (Kostel Stětí svatého Jana Křtitele)          | Hospitalkirche des Hl. Johannes des Täufers | 14802/5-928 Info Katalog  | weitere Bilder                                                        |
| Kadaň, Říční 287, Spitalvorstadt (Standort)                             | Haus Nr. 287                                                                              | Wohnhaus | 44058/5-5375 Info Katalog | Haus Nr. 287                                                          |
| Kadaň, Říční 288, Spitalvorstadt (Standort)                             | Haus Nr. 288                                                                              | Wohnhaus | 44059/5-5376 Info Katalog | Haus Nr. 288                                                          |
| Kadaň, Říční 478, Spitalvorstadt (Standort)                             | Haus Nr. 478                                                                              | Wohnhaus | 44061/5-5378 Info Katalog | Haus Nr. 478                                                          |
| Kadaň, Říční 289, Spitalvorstadt (Standort)                             | Haus Nr. 289                                                                              | Wohnhaus | 44060/5-5377 Info Katalog | Haus Nr. 289                                                          |
| Kadaň, Říční 290 (Standort)                                             | Haus Nr. 290                                                                              | Stadthaus | 24981/5-951 Info Katalog  | Haus Nr. 290                                                          |
| Kadaň, Jiráskova 335 (Standort)                                         | Haus Nr. 335                                                                              | Stadthaus | 15024/5-937 Info Katalog  | Haus Nr. 335                                                          |
| Kadaň, Nerudova 353 (Standort)                                          | Haus Nr. 353                                                                              | Stadthaus | 17215/5-989 Info Katalog  | Haus Nr. 353                                                          |
| Kadaň, Nerudova 357 (Standort)                                          | Haus Nr. 357                                                                              | Stadthaus | 44906/5-988 Info Katalog  | Haus Nr. 357                                                          |
| Kadaň, Nerudova 359 (Standort)                                          | Haus Nr. 359                                                                              | Stadthaus | 30585/5-939 Info Katalog  | BW                                                                    |
| Kadaň, Nerudova 360 (Standort)                                          | Haus Nr. 360                                                                              | Stadthaus | 21807/5-938 Info Katalog  | Haus Nr. 360                                                          |
| Kadaň, Lázeňská 387 (Standort)                                          | Haus Nr. 387                                                                              | Stadthaus | 102688 Info Katalog       | Haus Nr. 387                                                          |
| Kadaň, Lázeňská 393 (Standort)                                          | Haus Nr. 393                                                                              | Stadthaus | 14595/5-985 Info Katalog  | Haus Nr. 393                                                          |
| Kadaň, Jana Švermy 474 (Standort)                                       | Franziskanerkloster der Vierzehn Nothelfer (Františkánský klášter Čtrnácti sv. Pomocníků) | Franziskanerkloster der Vierzehn Nothelfer mit Kirche Mariä Verkündigung (Kostel Zvěstování Panny Marie)                                                               | 26557/5-923 Info Katalog  | weitere Bilder                                                        |
| Kadaň, Jana Švermy, u čp. 610 (Standort)                                | Johanneskapelle (Kaple svatého Jana Křtitele)                                             | Johanneskapelle – Kaple sv. Jana Křtitele | 15939/5-924 Info Katalog  | weitere Bilder                                                        |
| Kadaň, Jana Švermy (Standort)                                           | Kreuzweg im Smetana-Park (Smetanovy sady)                                                 | Kreuzweg zum Franziskanerkloster | 25855/5-925 Info Katalog  | weitere Bilder                                                        |
| Kadaň, Jana Švermy (Standort)                                           | Nepomukstatue im Smetana-Park (Smetanovy sady)                                            | Nepomukstatue | 40691/5-823 Info Katalog  | Nepomukstatue im Smetana-Park (Smetanovy sady)                        |
| Kadaň, Jana Švermy, gegenüber Nr. 639 (Standort)                        | Nepomuksäule                                                                              | Nepomuksäule im Smetana-Park (Smetanovy sady) | 28474/5-926 Info Katalog  | weitere Bilder                                                        |
| Kadaň, Tyršova 567 (Standort)                                           | Burg Kadaň (Burg Kaaden)                                                                  | Hrad (Burg Kaaden) | 37480/5-1696 Info Katalog | weitere Bilder                                                        |
| Kadaň, Stadtfriedhof (Standort)                                         | Grabstätte – sechs Grabsteine                                                             | Grabstätte – sechs Grabsteine | 29072/5-933 Info Katalog  | Grabstätte – sechs Grabsteine                                         |
| Kadaň, Stadtfriedhof (Standort)                                         | Grabstätte – Náhrobky F. A. Wenische, rodiny Pertholdů a rodiny Bernt                     | Grabstätte – drei Gräber: F. A. Wenisch, Familie Perthold, Familie Bernt – umgesetzt vom alten zum neuen Friedhof                                                      | 102403 Info Katalog       | Grabstätte – Náhrobky F. A. Wenische, rodiny Pertholdů a rodiny Bernt |
| Kadaň ()                                                                | Mariensäule                                                                               | Mariensäule | 15916/5-496 Info Katalog  |                                                                       |
| Kadaň ()                                                                | Nepomuksäule                                                                              | Nepomuksäule | 25171/5-488 Info Katalog  |                                                                       |
| Kadaň ()                                                                | Mariensäule                                                                               | Mariensäule | 43760/5-734 Info Katalog  |                                                                       |
| Kadaň ()                                                                | Skulptur Pietà                                                                            | Skulptur Pietà, urspr. in Čermníky(Tschermich) | 46479/5-617 Info Katalog  |                                                                       |

### Kadaňská Jeseň (Gösen)
| Lage                      | Objekt      | Beschreibung | ÚSKP-Nr.                 | Bild        |
| ------------------------- | ----------- | ------------ | ------------------------ | ----------- |
| Kadaňská Jeseň (Standort) | Mariensäule | Mariensäule  | 35145/5-808 Info Katalog | Mariensäule |

### Tušimice (Tuschmitz)
| Lage                        | Objekt                             | Beschreibung                                                   | ÚSKP-Nr.                 | Bild |
| --------------------------- | ---------------------------------- | -------------------------------------------------------------- | ------------------------ | ---- |
| Tušimice ()                 | Quarzitsteinbruch (Křemencový důl) | Quarzitgrube (Rudný důl křemencový), archäologische Fundstelle | 25977/5-774 Info Katalog |      |
| Tušimice, Prahly (Standort) | Bildstock                          | Bildstock                                                      | 43761/5-780 Info Katalog | BW   |

### Úhošťany (Atschau)
| Lage                                   | Objekt                                       | Beschreibung | ÚSKP-Nr.                 | Bild                          |
| -------------------------------------- | -------------------------------------------- | --- | ------------------------ | ----------------------------- |
| Úhošťany (Standort)                    | Kirche des Hl. Gallus (Kostel svatého Havla) | Kostel sv. Havla | 37099/5-804 Info Katalog | weitere Bilder                |
| Úhošťany ()                            | Skulptur der Maria Immaculata                | Skulptur der Maria Immaculata | 36916/5-806 Info Katalog | Skulptur der Maria Immaculata |
| Úhošťany, am Weg nach Jeseň (Gösen) () | Bildstock                                    | Bildstock | 17486/5-805 Info Katalog | Bildstock                     |
| Úhošťany (Standort)                    | Hradiště Úhošť (Burgberg)                    | Ehem. befestigte Siedlung auf dem Berg Úhošť (Burgberg) – archäologische Fundstelle Výšinné opevněné sídliště – hradiště Úhošť, archeologické stopy | 32674/5-807 Info Katalog | Hradiště Úhošť (Burgberg)     |